# Sakhanu
Sakhanu è una suddivisione dell'India, classificata come nagar panchayat, di 8.809 abitanti, situata nel distretto di Budaun, nello stato federato dell'Uttar Pradesh. In base al numero di abitanti la città rientra nella classe V (da 5.000 a 9.999 persone).

## Geografia fisica
La città è situata a 27° 57' 17 N e 79° 13' 39 E e ha un'altitudine di 163 m s.l.m..

## Società

### Evoluzione demografica
Al censimento del 2001 la popolazione di Sakhanu assommava a 8.809 persone, delle quali 4.734 maschi e 4.075 femmine. I bambini di età inferiore o uguale ai sei anni assommavano a 1.894, dei quali 972 maschi e 922 femmine. Infine, coloro che erano in grado di saper almeno leggere e scrivere erano 2.656, dei quali 1.822 maschi e 834 femmine.